# 福田千代作
福田 千代作（ふくだ ちよさく、1885年（明治18年）1月30日 - 没年不明）は、日本の実業家。中華電気製作所、支那興業各取締役。住友本社、呉服販売店支配人。上海居留民団長。族籍は広島県士族。

## 人物
広島県士族・福田千次郎の四男。広島市西白島町出身。1904年、県立広島中学校卒業。直に広島県より推選され清国留学生を命ぜられた。1907年、上海東亜同文書院商務科を卒業した。上海に在住し、支那貿易事務に従った。1935年、甥・光次郎方より分家した。
宗教は神道。趣味は大弓、漢籍。住所は広島市西白島町、上海市。

## 家族・親族
福田家
- 父・千次郎[6]（広島士族[3]、家主[5]）
- 妻・ユキ（1893年 - ?、広島士族、吉村憬の妹）[2]
- 男（1921年 - ）[3]
- 女（1916年 - ?）[3]
- 女（1922年 - ）[3]